# Medalla per Enfortir la Fraternitat en Armes
La Medalla per Enfortir la Fraternitat en Armes (rus: Медаль "За укрепление боевого содружества era una condecoració militar de la Unió Soviètica establerta el 25 de maig de 1979 per decret del Presídium de la Unió Soviètica. El seu estatut va ser posteriorment confirmat i lleugerament arranjat pel Decret del Presídium de la Unió Soviètica nº 2523-X del 18 de juliol de 1980. Era atorgada en reconeixement de la destacada cooperació entre els diferents serveis i les diferents forces armades dels diversos països del Pacte de Varsòvia o de qualsevol altre país amic socialista.

## Estatuts
La medalla Per Enfortir la Fraternitat en Armes era atorgada al personal militar, així com als treballadors en òrgans de seguretat de l'estat o del ministeri de l'interior, així com a ciutadans d'altres països participants en el Pacte de Varsòvia, així com en altres països socialistes i d'altres nacions amigues per mèrits en enfortir la cooperació militar.
L'autoritat que la concedia era el Presídium del Soviet Suprem de la Unió Soviètica, basant-se en recomanacions del Ministre de Defensa de la URSS, del Ministre de l'Interior de la URSS o del President del Comitè de Seguretat de l'Estat de la URSS. La medalla podia ser concedida en múltiples ocasions.
La medalla Per Enfortir la Fraternitat en Armes es llueix al costat esquerre del pit i, en presència d'altres medalles de la Unió Soviètica se situa després de la medalla de Veterà de les Forces Armades. Quan es llueix amb d'altres condecoracions de la Federació Russa, aquestes tenen precedència.

## Descripció de la medalla
La medalla Per Enfortir la Fraternitat en Armes és una medalla circular de 32mm de diàmetre de llautó daurat. A l'anvers apareix una estrella de cinc puntes en esmalt vermell amb un escut al centre. L'escut no està esmaltat i llueix la inscripció en 5 filetes en relleu "PER ENFORTIR LA COOPERACIÓ MILITAR" i "URSS" (rus:«ЗА УКРЕПЛЕНИЕ БОЕВОГО СОДРУЖЕСТВА» i «СССР»). A la dreta i esquerra de la part inferior de la circumferència hi ha dues branques de llorer en relleu, passant per sota els punts de l'estrella. A la part inferior de l'anvers, espases creuades; els punys sota l'estrella, les fulles per sota dels braços inferiors de l'estrella i per damunt de les fulles de llorer.
El revers és pla.
La medalla penja d'un galó pentagonal, cobert d'una cinta de 24mm d'ample en seda moaré, amb els colors de les banderes dels països del Pacte de Varsòvia. Les franges de colors del galó s'alternen d'esquerra a dreta: verd 4 mm, blanc 1 mm, vermell 5.5 mm, groc 1 mm, negre 1 mm, groc 1 mm, vermell 5.5 mm, blanc 1 mm i blau 4 mm.